# 黒川久
黒川 久（くろかわ ひさし、1911年1月6日 - 1990年1月12日）は、日本の経営者。三菱油化（後の三菱ケミカル）社長、会長を務めた。東京府（現・東京都）出身。

## 経歴・人物
1932年に東京帝国大学経済学部を卒業し、同年に三菱銀行に入行した。ロンドン駐在などの国際銀行業務に携わった。終戦後にGHQとの渉外嘱託で大蔵省に入省。1949年に三菱銀行に復帰し、1967年に専務に就任した。
1970年に三菱油化の副社長に就任し、1972年に社長に昇格した。1981年に会長に就任し、1988年から相談役を務めた。
1981年に勲二等旭日重光章を受章した。
1990年1月12日膀胱癌のために死亡。79歳没。